# Lasha Jakobia
Lasha Jakobia, né le 20 août 1980 à Tbilissi (Géorgie), est un footballeur géorgien.
International géorgien, il joue au poste d'attaquant dans le championnat ukrainien à Zakarpattya Oujhorod.

## Carrière
- 1997-1998 : Dinamo Tbilissi ( Géorgie), 3 matchs, 0 but
- 1998-1999 : Standard de Liège ( Belgique), 3 matchs, 0 but
- 1999-2000 : RFC de Liège ( Belgique), 14 matchs, 14 buts
- 2000-2001 : Eendracht Alost ( Belgique), 3 matchs, 1 but
- 2001-2002 : Sans club à la suite d'une grave blessure aux adducteurs
- 2002-2003 : Dinamo Tbilissi ( Géorgie), 1 match, 0 but
- 2003-2004(janvier) : Dinamo Tbilissi ( Géorgie), 17 matchs, 1 but
- (janvier) 2004-2004 : PAS Giannina ( Grèce), 7 matchs, 4 buts
- 2004-2005 : Metalist Kharkiv ( Ukraine), 22 matchs, 3 buts
- 2005-2006 : Metalist Kharkiv ( Ukraine), 23 matchs, 6 buts
- 2006-2007 : Arsenal Kiev ( Ukraine), 16 matchs, 3 buts
- 2007-2008 : Metalist Kharkiv ( Ukraine)
- 2008-2009 : Metalist Kharkiv ( Ukraine)
- 2011-: Zakarpattya Oujhorod ( Ukraine)

## Blessure
Lasha Jakobia a été blessé de 2000 à 2003, il a subi une grave blessure aux adducteurs pour lesquels il a été opéré plusieurs fois.